# Corophium multisetosum
Corophium multisetosum är en kräftdjursart som beskrevs av Jan Hendrik Stock 1952. Enligt Catalogue of Life ingår Corophium multisetosum i släktet Corophium och familjen Corophiidae, men enligt Dyntaxa är tillhörigheten istället släktet Corophium och familjen Corophidae. Arten är reproducerande i Sverige. Inga underarter finns listade i Catalogue of Life.